# Hippocampus biocellatus
Hippocampus biocellatus är en fiskart som beskrevs av Kuiter 2001. Den ingår i släktet sjöhästar och familjen kantnålsfiskar. Inga underarter finns listade i Catalogue of Life.